# El Barco de Valdeorras
El Barco de Valdeorras (oficialmente desde 1984 y en gallego O Barco de Valdeorras) es un municipio español situado en el extremo nororiental de la provincia de Orense, en la comunidad autónoma de Galicia. Localizado en el fondo del valle del Sil, bajo la sierra del Eje, es la cabecera del partido judicial homónimo. 
Una de las bases de su economía, además de la explotación minera y tratamiento de pizarras, es la producción de vino acogido a la Denominación de Origen Valdeorras. Restos de la cultura romana y prerromana y varios pazos señoriales son los monumentos más destacados del municipio.

## Otras denominaciones
La parroquia también es conocida por los nombres de Barco de Valdeorras y El Barco.

## Toponimia

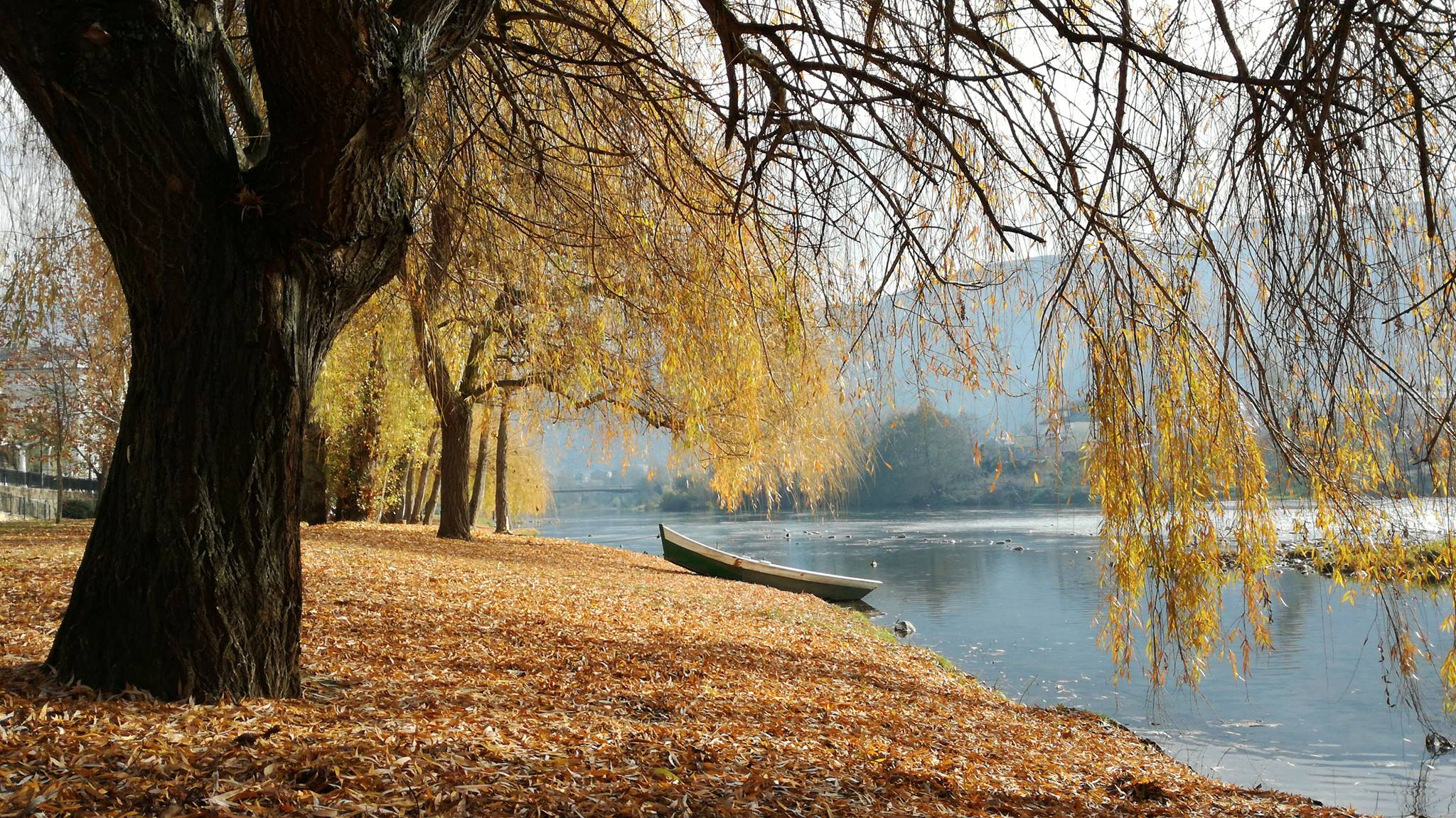
El Barco de Valdeorras, paseo del Malecón junto al río Sil.

El Barco está situado en la parte suroriental de Galicia, en la comarca de Valdeorras, ocupando parte de la llanura aluvial del río Sil y entre las montañas que limitan su contorno. Esta configuración del terreno es la que puede haber dado origen al topónimo El Barco, a partir de una base prelatina, probablemente céltica, *barc o *barg (concavidad).
Otra explicación muy extendida en el sentir popular defiende que el nombre de El Barco proviene de la instalación, en época medieval, de una barca hasta la zona de Viloira, con el fin de comunicar las poblaciones existentes a ambas márgenes del río. Esta caseta de barqueros (porto da barca) —se situaba a lo largo de la calzada romana, hoy calle Real— donde fueron surgiendo las edificaciones que configuraron el núcleo de El Barco de Viloira.
Respecto a la segunda parte del nombre, Valdeorras, también existen hipótesis diversas, que relacionan el topónimo con un supuesto valle "de oro". Sin embargo, la explicación más aceptada relaciona Valdeorras con el valle que habitaban los Gigurros, pueblo que habitó estas tierras en la época de los romanos.

## Geografía
Integrado en la comarca de Valdeorras, de la que ejerce de capital, se sitúa a 114 kilómetros de la capital provincial. El término municipal está atravesado por la carretera nacional N-120 entre los pK 452 y 457, así como por la carretera nacional N-536, que permite la comunicación con Ponferrada, y la carretera provincial OU-622 que se dirige al parque natural de la Sierra de la Encina de la Lastra. 
El relieve del municipio está formado por el valle del río Sil y las montañas que lo rodean. El valle del Sil, inscrito en un afloramiento de pizarras, es una fosa tectónica estrecha y profunda, dentro de la cual el río sigue en su trazado la dirección de una red de fracturas. El río, que hace su entrada en el municipio fuertemente encajado, se abre rápidamente a un valle amplio y abierto, por donde discurre sobre importantes depósitos aluviales. Su caudal está alimentado por los aportes hídricos que le proporcionan los ríos Mariñán, Galir y Cigüeño, así como una densa red de arroyos. Las alineaciones montañosas de su vertiente derecha derivan de las últimas estribaciones de la Sierra do Courel, y alcanzan altitudes superiores a los 1500 metros (Alto da Abellonciña, 1537 metros; Pena das Currelizas, 1528 metros), mientras que las de la izquierda, de menor altitud, pero con elevadas pendientes, tienen su cota máxima en Pena Cabrón a 1360 metros.
La altitud del municipio oscila entre los 1537 metros (Alto da Abellonciña), al noroeste, y los 310 metros a orillas del río Sil. El pueblo se alza a 326 metros sobre el nivel del mar. 
| Noroeste: Villamartín de Valdeorras | Norte: Oencia (León) | Noreste: Rubiana                  |
| Oeste: Villamartín de Valdeorras    |                      | Este: Carballeda de Valdeorras    |
| Suroeste: Petín                     | Sur: La Vega         | Sureste: Carballeda de Valdeorras |

## Historia

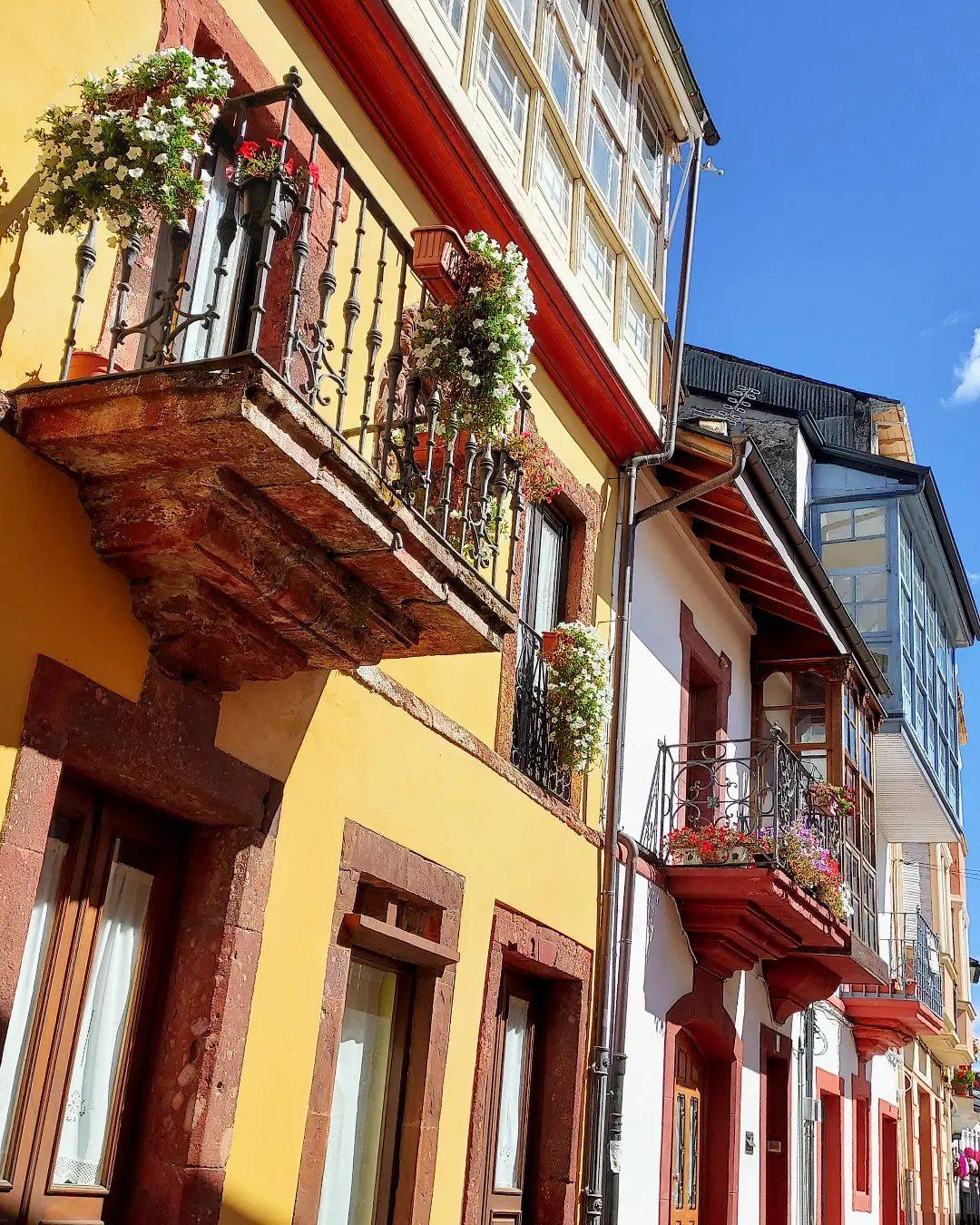
Casco antiguo de El Barco de Valdeorras

En algunas cuevas de la sierra de la Encina de la Lastra se encontraron restos humanos primitivos. En lugares próximos a El Barco hay petroglifos y asentamientos castreños. Los Gigurros, uno de los 22 pueblos que formaban parte del convento asturicense, eran los antiguos pobladores de estas tierras y de ese gentilicio deriva el topónimo actual de la comarca (Val-de-giorres).
La romanización fue intensa en un territorio tan estratégico como rico en minerales. Entre Las Médulas y Montefurado son frecuentes las huellas de la actividad extractora del oro. Por Valdeorras pasaba la Vía Nova (vía XVIII del itinerario de Antonino), que unía Braga y Astorga, y otras vías secundarias que obligaron a construir puentes que son testigo de aquella época.
En la Edad Media el señorío de Valdeorras fue administrado por la nobleza. Condes de Lemos, marqueses de Villafranca y condes de Ribadavia fueron marcando sus destinos. La fortaleza de El Castro es el referente de aquella época. Esta pequeña villa fue cabeza de jurisdicción hasta comienzos del siglo XIX. Los monasterios de la vecina comarca del Bierzo y la orden de San Juan de Jerusalén compartieron con la nobleza la administración de estas tierras. De la Alta Edad Media destaca el complejo románico de San Miguel de Xagoaza, perteneciente a la Orden de Malta.
En 1809 grupos de guerrilleros valdeorreses bajo el mando del Abad de Casoyo impidieron, en Sobradelo, el paso de las tropas francesas del mariscal Soult. A finales de ese mismo siglo, Valdeorras, que estuvo representada en las Cortes de Cádiz por el párroco de Villamartín, el liberal Ruíz de Padrón, se abre al mundo moderno con el ferrocarril, que llega en 1883, pocos años antes de construirse en El Barco el puente de San Fernando, esencial para mejorar la  comunicación de la comarca.

## Geografía humana

### Demografía
Cuenta con una población de 13 300 habitantes (INE 2024).
| Gráfica de evolución demográfica de El Barco de Valdeorras entre 1842 y 2021 |
| |
| Población de derecho según los censos de población del INE Población de hecho según los censos de población del INEEn estos censos se denominaba Barco: 1842, 1857 y 1860 En estos censos se denominaba El Barco: 1877, 1887, 1897, 1900, 1910, 1920, 1930, 1940, 1950, 1960, 1970 y 1981 |

### Organización territorial
El municipio está formado por el lugar despoblado de Reporicelo  y treinta y una entidades de población distribuidas en catorce parroquias:
- Alijo[15] (San Martín)[17]
- El Barco[15]
- El Castro[15] (Santa María)[12][18]
- Cesures (San Clemente)
- Coedo (Santo Antonio)
- Entoma[15] (San Juan)[12][19]
- Forcadela y Nogaledo[15] (Santiago)[12][20]
- Jagoaza[15] (San Miguel)[14][21]
- La Puebla[15] (Santa María)[22]
- Millaroso y San Turjo[12] (La Concepción)[23]
- Santa Marina[12][24]
- Santigoso (San Miguel)
- Villanueva[15] (Santa María)[12][25]
- Viloira (San Martiño)

### Economía
El Barco basa su economía en la explotación y  tratamiento de las pizarras y en su viticultura. Las pizarras constituyen la base del dinamismo económico y del comercio de exportación, siendo el municipio un importante centro de referencia de la pizarra. La comarca exporta pizarra a los siguientes países: Francia, Alemania, Bélgica, Reino Unido, Andorra, EE. UU., Suiza, Australia, Irlanda, Japón, Argentina, Holanda, Chile, Portugal, México, Suecia, Dinamarca, Chipre, Canadá, República Dominicana y Marruecos. 
Dentro de su producción agroindustrial, el cultivo de la vid ocupa un  papel predominante.  La adecuada temperatura e insolación, unidas a un suelo adecuado,  favorecen su extensión a lo largo de las laderas produciendo un vino de calidad (con las variedades autóctonas de godello y mencía) acogido a la Denominación de Origen Valdeorras. Una buena parte de su producción está cooperativizada y posee una importante comercialización. También es de citar el cultivo de la castaña, que adquiere cada vez mayor relevancia. 

### Transportes

#### Ferrocarril
Cuenta con una estación ferroviaria en la que efectúan parada trenes de Larga y Media Distancia con destino a Barcelona, La Coruña, Ponferrada y Vigo.
Estación de Autobús
Cuenta con una estación de autobuses situada en la calle Río Galir, s/n - 32300 - O Barco de Valdeorras (Ourense).